# Základní škola pro žáky se specifickými poruchami chování
Základní škola pro žáky se specifickými poruchami chování je specializovaná škola, jediná v Praze, která vzdělává žáky s poruchami chování a učení. Školské zařízení sídlí v budově v ulici Na Zlíchově 19, která je podle webu školy chráněna coby kulturní památka.